# 霍华德·耶茨
霍华德·耶茨（英語：Howard Yates，1913年5月3日—1989年11月8日），澳大利亚男子田径运动员。他曾代表澳大利亚参加1934年和1938年大英帝国运动会田径比赛，其中1938年大英帝国运动会获得一枚铜牌。